# F45型柴油机车
F45型柴油机车是美国通用汽车易安迪公司（GM-EMD）于1968年推出的一款干线货运柴油机车。
1967年，聖塔菲鐵路向易安迪公司订购了FP45型柴油机车以扩充客运机车车队，主要用于牵引该公司的旗舰旅客列车“超级酋长号”。1968年，鉴于FP45型柴油机车的良好运用表现，圣塔菲铁路再度向易安迪公司订购一批新型货运机车——F45型柴油机车。F45型柴油机车可被视为FP45型柴油机车的货运版本，同样具备全宽度司机室和非承载式棚式车体，但传动齿轮比和最高运行速度有所不同，而且车体长度较短，也没有装备为旅客列车供暖之蒸汽锅炉。1968年6月至1971年5月，易安迪公司制造了共86台F45型柴油机车，其中40台机车交付艾奇遜、托皮卡和聖塔菲鐵路运用，其余46台机车交付大北方铁路以及后来的伯灵顿北方铁路。
F45型柴油机车是干线货运用的六轴柴油机车，采用单司机室、底架承载结构、双侧内走廊的棚式车体，车体上部自前向后由司机室、电气室、动力室、冷却室、蒸汽锅炉室五部分组成。机车走行部为两台“Flexicoil”三轴转向架，采用导框式轴箱定位、橡胶摩擦减振器、两系弹簧悬挂装置（一系为轴箱螺旋圆弹簧，二系为摇枕螺旋弹簧）、心盘牵引装置、双侧闸瓦制动。动力装置为一台3,600马力、20气缸、二冲程、水冷式、涡轮增压的20-645E3型柴油机。传动系统采用交—直流电传动，柴油机输出轴通过联轴器驱动一台AR10型交流发电机，发出的交流电通过大功率硅整流装置转换为直流电，然后供给六台D77型直流牵引电动机。牵引电动机采用轴悬式驱动方式，牵引齿轮传动比为3.28（59：18）。